# White Tiger (musikalbum)
White Tiger är White Tigers självbetitlade debutalbum, utgivet 1986. Albumet är gitarristen Mark St. Johns första alster efter avskedet från KISS 1984. En singel, "Rock Warriors", släpptes från albumet. Alla låtar är komponerade av David Donato och Mark St. John.

## Låtförteckning
1. Rock Warriors 5:38
2. Love / Hate 5:51
3. Bad Time Coming 6:01
4. Runaway 5:00
5. Still Standing Strong 5:26
6. Live To Rock 4:06
7. Northern Wind 5:11
8. Stand And Deliver 4:38
9. White Hot Desire 4:37
10. Rock Warriors (remix) 5:28 (endast på återutgåvan 1999)

## Medverkande
- Mark St. John - gitarr, bakgrundssång och producent
- David Donato - sång
- Michael Norton - elbas
- Brian James Fox - trummor